# 雷德沃特 (密西西比州)
雷德沃特（英語：Redwater）是位於美國密西西比州利克縣的普查規定居民點。

## 人口
根據2020年美國人口普查的數據，雷德沃特的面積為27.27平方千米，當中陸地面積為27.23平方千米，而水域面積為0.04平方千米。當地共有人口683人，而人口密度為每平方千米25.05人。